# Movimento per l'Aceh libero
Il Movimento per l'Aceh libero (in indonesiano: Gerakan Aceh Merdeka o semplicemente GAM), anche conosciuto come il Fronte Nazionale di Liberazione Aceh Sumatra, era un gruppo separatista armato il cui obiettivo era l'indipendenza di Aceh, regione di Sumatra, dall'Indonesia. Il governo indonesiano chiama il gruppo Movimento di disturbo della sicurezza dell'Aceh.

## Contesto

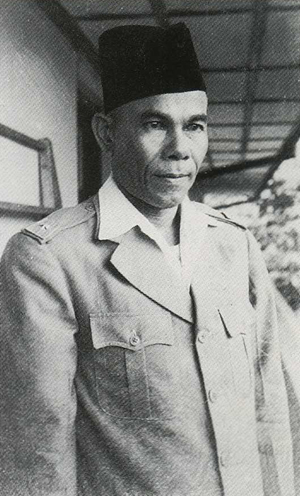
Daud Beureu'eh è stato Governatore dell'Aceh dal 1945 al 1953 ed era leader del Darul Islam dal 1953 al 1963

L'Aceh ha una proporzione di popolazione musulmana più elevata del resto dell'Indonesia, nonostante ciò le radici del movimento separatista sono prevalentemente storiche e non di matrice religiosa.
La regione dell'Aceh in passato non è mai stata sotto il formale controllo coloniale olandese; nel 1949 l'Indonesia ottenne l'indipendenza dai Paesi Bassi. Secondo i movimento separatisti dell'Aceh la regione avrebbe dovuto essere consultata in merito all'unione alla Repubblica Indonesiana.
All'area dell'Aceh è stato assegnato nel 1959 uno status speciale in considerazione delle tradizioni islamiche e le sue leggi. Le tendenze di centralizzazione del governo di Suharto indussero Hasan di Tiro, un discendente dell'ultimo sultano di Aceh, alla formazione del GAM il 24 dicembre 1976 ed a dichiarare l'indipendenza dell'Aceh. Le maggiori minacce percepite erano alla religione acehnese e l'aumento del numero degli immigranti dall'isola di Giava.
La distribuzione irregolare del reddito derivante dalle notevoli risorse naturali di Aceh era un altro punto del contenzioso.

## La guerra

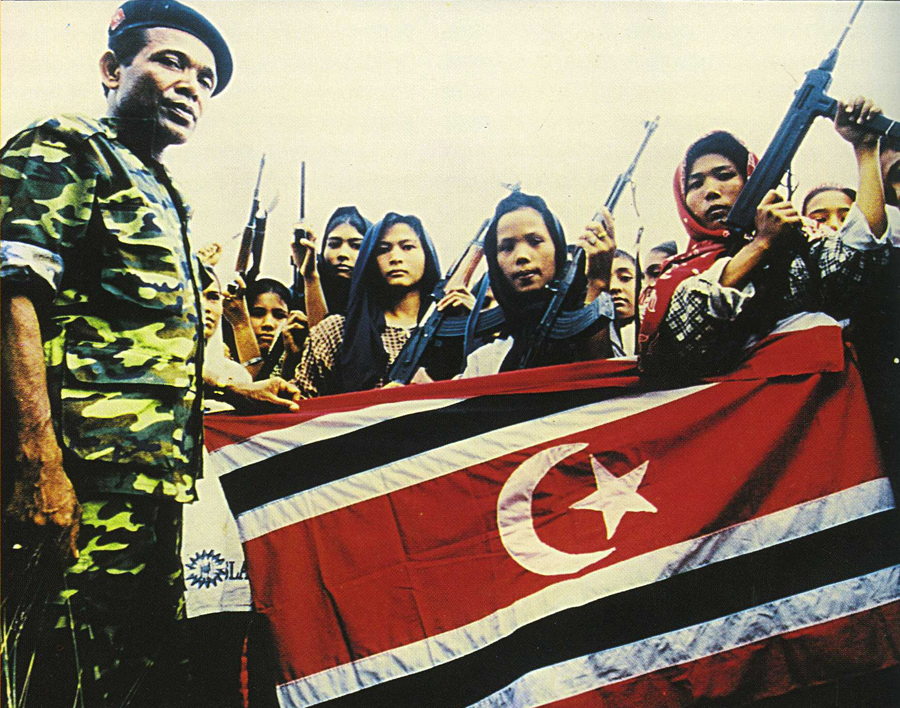
Soldatesse in un momento di pausa, del 1998 circa

Le prime operazioni di guerriglia del GAM furono un insuccesso e all'apparenza sembrava che il governo avesse neutralizzato il gruppo nel 1977.
Il gruppo riprese le sue attività nel 1980, apparentemente con finanziamenti da parte della Libia e dell'Iran, fino ad arrivare ad un organico di 3.500 uomini. Nonostante l'assenza di un supporto generalizzato, le azioni del gruppo indussero il governo ad istituire misure repressive, che, aumentando l'ostilità nei confronti del governo da parte della popolazione ebbero l'effetto di aumentare l'appoggio della stessa al GAM. All'area fu assegnato un status area di "operazioni militari" dal 1991 al 1995. Le negoziazioni tra le due parti, pur migliorate dal rovesciamento di Suharto, si interruppero, entrambe le fazioni furono ripetutamente accusate di violare i diritti umani.
Nel 1996 il governo indonesiano annunciò la fine del GAM. La presenza dei militari indonesiani (TNI) (Tentara Nasional Indonesia) nella regione non fu ridotta e continuarono gli arresti, le torture e le esecuzioni. Nel 1999 fu annunciato il ritiro delle truppe, nonostante ciò la presenza militare rimaneva cospicua, addirittura il numero di uomini, durante il governo di Megawati Sukarnoputri pare fosse aumentato fino a raggiungere le 35.000 unità dal 2002. Il numero complessivo di civili uccisi durante il conflitto risulta essere pari a circa 15.000 persone.

## Negoziati di pace

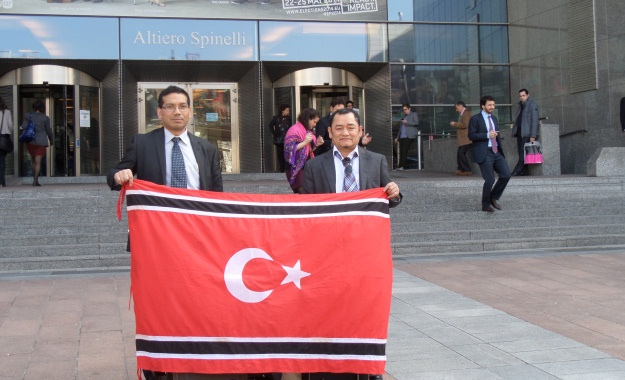
Due aceh

I capi di GAM, Hasan di Tiro e il suo delegato principale, Zaini Abdullah, e Malik Mahmud sono vissuti in esilio a Stoccolma, in Svezia. Il portavoce indonesiano principale del gruppo è Abdullah Syafei'i Dimatang. Nel tardi 1990 il GAM iniziò il colloqui di pace con Giacarta con la mediazione del governo svedese.
Nel 1999 fu riportato la scissione del gruppi in due fazioni, ASNLF (rappresentante il gruppo originale) e il Concilio di Governo del Movimento Libero di Aceh (MP-GAM). La scissione è stata negata dai portavoce del GAM ma ampiamente riportato dai media indonesiani.
Il 28 dicembre 2004, in seguito alle conseguenze della devastazione causata dallo tsunami, il GAM dichiarò il cessate il fuoco e la cessazione delle ostilità per permettere che gli aiuti raggiungessero le aree di conflitto. A sua volta, il governo indonesiano rimosse temporaneamente le restrizioni sul flusso di aiuti e permise ai giornalisti stranieri di raggiungere il nord di Sumatra permettendo anche l'arrivo di aiuti generici in quell'area.
Esistono altri gruppi separatisti, fra i quali c'è qualche tensione a causa del tentativo, da parte del GAM di farsi carico in solitaria delle negoziazioni con il governo.
Il 27 febbraio 2005, il Movimento Libero di Aceh e la delegazione del governo indonesiano iniziarono un altro round di colloqui di pace a Vantaa, Finlandia, moderati dal precedente Presidente Finlandese Martti Ahtisaari.
Il 16 luglio 2005, il ministro indonesiano delle comunicazioni e il GAM annunciarono un accordo di pace per terminare i 30 anni di insurrezione.
L'accettazione della pace fu ufficialmente firmata il 15 agosto 2005 dal negoziatore capo indonesiano Hamid Awaluddin e il capo del GAM Malik Mahmud.
Nei termini di accettazione, entrambe le parti concordarono di cessare tutte le ostilità con effetto immediato. Il GAM accettò anche il disarmo, mentre il Governo si impegnava al ritiro di tutti i militari non-locali e della polizia dalla fine del 2005. Una missione di monitoraggio sarà insediata ad Aceh dall'Unione Europea e dall'ASEAN per sorvegliare il processo di disarmo e la reintegrazione dei membri del GAM nella società.
Un decreto presidenziale garantisce l'amnistia sui precedenti 500 membri del GAM che erano in esilio in altri paesi, e un incondizionato rilascio dei 1.400 membri del gruppi imprigionati dal governo.
Uno dei punti accettati dal governo è la richiesta di facilitare la creazione di partiti politici ad Aceh; in passato questo è stato uno dei punti più controversi. Un altro punto riguarda la distribuzione irregolare del reddito, è stato stabilito che il 70 % del reddito delle risorse naturali rimarranno nell'area.
Il 27 dicembre 2005 i leader del Movimento Libero di Aceh annunciarono il disarmo della loro ala militare.